# Michael Gitlbauer
Michael Gitlbauer (* 3. September 1847 in Leonding; † 31. Mai 1903 in Wien) war ein österreichischer Altphilologe.

## Leben
Michael Gitlbauer war der Sohn eines Schmieds in Leonding. Er besuchte ein Gymnasium in Linz, während er weiter in Leonding wohnte. Im Jahr 1865 trat er in das Stift Sankt Florian der Augustiner-Chorherren ein und studierte an dessen Hauslehranstalt Theologie. Er wurde 1870 zum Priester geweiht.
Gitlbauer arbeitete anschließend bis 1872 als Aushilfspriester in Ried bei Mauthausen. Danach war er als Kustos des Münzkabinetts von Stift Sankt Florian tätig, wo er zeitweise auch Moraltheologie unterrichtete. Er studierte ab 1873 Klassische Philologie an der Universität Wien, die er 1876 mit der Promotion abschloss. Gemeinsam mit zwei anderen jungen Wiener Doktoren, Adolf Bauer und Richard von Kralik, verbrachte er ab Oktober 1876 zwei Semester an der Friedrich-Wilhelms-Universität zu Berlin, um an Seminaren von Theodor Mommsen teilzunehmen.
Auf Betreiben des Altphilologen Wilhelm von Hartel wurde Michael Gitlbauer 1877 Privatdozent für Philologie an der Universität Wien. Dort wurde er 1879 zum außerordentlichen und schließlich 1901 zum ordentlichen Professor für Klassische Philologie ernannt. Er leitete das philologische Proseminar der Universität. Gitlbauers wichtigste wissenschaftliche Leistung war die Entzifferung der altgriechischen Tachygraphie (Kurzschrift). Er wirkte für die Sektion Literatur und Kunst des christlichen Gelehrten-Verbands Leogesellschaft als Obmann, Archivar und Historiograph und war Mitglied der Österreichischen Numismatischen Gesellschaft. Er schrieb jahrelang für die römisch-katholisch orientierte Tageszeitung Das Vaterland und war zudem in der Wiener Pfarrkirche St. Othmar unter den Weißgerbern als Seelsorger tätig.
Michael Gitlbauer starb im Alter von 55 Jahren und wurde auf dem Friedhof des Stifts Sankt Florian bestattet. Nach ihm wurde 1954 die Gitlbauergasse in Wien-Leopoldau benannt.

## Schriften
- De Codice Liviniano vetustissimo Vindobonensi. Gerold, Wien 1876.
- Die Überreste griechischer Tachygraphie im Codex Vaticanus Graecus 1809. Fasc. 1. Gerold, Wien 1878.
- Erinnerung an Joseph Gaisberger, reg. Chorherrn des Stiftes St. Florian. Wimmer, Linz 1871.
- Ein Wort über Madvigs Emendationes Livianae. Gerold, Wien 1878.
- Maria, ein dreifaches Vorbild des Priesters. Primizpredigt, gehalten am 5. August 1883. Herder, Freiburg 1884.
- Philologische Streifzüge. Herder, Freiburg 1884.
- Die Überreste griechischer Tachygraphie im Codex Vaticanus Graecus 1809. Fasc. 2. Gerold, Wien 1884.
- Wildenbruchs verbotenes Drama „Der Generalfeldoberst“ kritisch beleuchtet von Jakob von Burgholz. Buchdruck Austria, Wien 1890. (Unter Pseudonym.)
- Das Priesteramt ein Engelamt. Primizpredigt gehalten bei der feierlichen ersten heiligen Messe des Hochw. Herrn Benedict Sobotka. Akademische Preßvereins-Buchdruckerei, Linz 1891.
- Reisebilder aus Schwabenland und der Schweiz. Heinrich Kirsch, Wien 1893.
- Die Stenographie der Griechen und Römer. Buchdruck Austria, Wien 1894.
- Die drei Systeme der griechischen Tachygraphie. Gerold, Wien 1896.
- Sophokles: Antigone. Mit Vertonung der Gesangstheile von Richard Kralik. Braumüller, Stuttgart/Wien 1897 (altgriechisch: Ἀντιγόνη. Übersetzt von Michael Gitlbauer).
- William Shakespeare: Der Sturm. Braumüller, Stuttgart/Wien 1897 (englisch: The Tempest. Übersetzt von Michael Gitlbauer).
- Studien zur griechischen Tachygraphie. Thormann & Goetsch, Berlin 1903.

Michael Gitlbauer veröffentlichte außerdem Schulausgaben antiker Autoren wie Livius, Horaz, Cornelius Nepos, Caesar und Platon.